# 中国共产党新疆维吾尔自治区委员会
中国共产党新疆维吾尔自治区委员会（維吾爾語：جۇڭگو كوممۇنىست پارتىيىسى شىنجاڭ ئۇيغۇر ئاپتونوم رايونلۇق كومىتېتى‎），简称（中共）新疆维吾尔自治区党委或自治区党委（对区内），是中国共产党在新疆维吾尔自治区的组织和领导机关，由中国共产党新疆维吾尔自治区代表大会选举产生，在代表大会闭会期间，执行中国共产党中央委员会的指示和中国共产党新疆维吾尔自治区代表大会的决议，领导新疆维吾尔自治区的党务工作，并定期向中国共产党中央委员会报告工作。目前，陈小江担任该委员会书记，艾尔肯·吐尼亚孜、何忠友、张柱、陈明国担任该委员会副书记。

## 历史
1949年11月，中共中央批准，设立中共中央新疆分局，主管新疆地区党务工作。
1955年5月，中共中央决定，建立新疆维吾尔自治区后，撤销中共中央新疆分局，改设中国共产党新疆维吾尔自治区委员会。9月23日，中共中央新疆分局汇报中共新疆维吾尔自治区党委组成名单；29日获得批准。10月1日，新疆维吾尔自治区成立的同时，在乌鲁木齐市成立中共新疆维吾尔自治区党委，正式撤销中共中央新疆分局。
1956年7月9日至24日，在乌鲁木齐召开中国共产党新疆维吾尔自治区第一次代表大会，出席代表525人，列席代表84人，代表当时自治区61164名党员；大会议程：1.审议中共新疆维吾尔自治区党委工作总结报告，讨论确定今后任务；2.选举中共新疆维吾尔自治区党委；3.选举出席中国共产党第八次全国代表大会代表。7月26日，中共新疆维吾尔自治区第一届委员会举行了第一次全体会议，选举13名常务委员和5名书记处书记。

## 职责
根据《中国共产党地方委员会工作条例》，中国共产党地方委员会主要实行政治、思想和组织领导，承担下列职能：
1. 对本地区重大问题作出决策。
2. 通过法定程序使党组织的主张成为地方性法规、地方政府规章或者其他政令。
3. 加强对本地区宣传思想文化工作的领导，牢牢掌握意识形态工作领导权、话语权。
4. 按照干部管理权限任免和管理干部，向地方国家机关、政协组织、人民团体、国有企事业单位等推荐重要干部。
5. 支持和保证人大、政府、政协、法院、检察院、人民团体等依法依章程独立负责、协调一致地开展工作，发挥这些组织中党组的领导核心作用。
6. 加强对本地区群团工作和统一战线工作的领导。
7. 动员、组织所属党组织和广大党员，团结带领群众实现党的目标任务。

## 机构设置
根据《新疆维吾尔自治区机构改革方案》，中国共产党新疆维吾尔自治区委员会设置工作机关14个，工作机关管理的机关（副厅级）2个。中共新疆维吾尔自治区党委设置下列机构：
- 中共新疆维吾尔自治区党委办公厅

### 职能部门
- 中共新疆维吾尔自治区党委组织部
- 中共新疆维吾尔自治区党委宣传部
- 中共新疆维吾尔自治区党委统一战线工作部
- 中共新疆维吾尔自治区党委政法委员会

（自治区党委办公厅挂自治区党委保密委员会办公室、自治区国家保密局、自治区档案局牌子；自治区党委组织部挂自治区公务员局牌子；自治区党委宣传部挂自治区精神文明建设指导委员会办公室、自治区政府新闻办公室、自治区新闻出版局（自治区版权局）、自治区电影局牌子；自治区党委统一战线工作部挂自治区政府侨务办公室、自治区港澳台事务办公室牌子。）

### 办事机构
- 中共新疆维吾尔自治区党委政策研究室
- 中共新疆维吾尔自治区党委国家安全委员会办公室
- 中共新疆维吾尔自治区党委网络安全和信息化委员会办公室
- 中共新疆维吾尔自治区党委机构编制委员会办公室
- 中共新疆维吾尔自治区军民融合发展委员会办公室
- 中共新疆维吾尔自治区党委台湾工作办公室
- 中共新疆维吾尔自治区党委巡视工作领导小组办公室
- 中共新疆维吾尔自治区党委老干部局

（自治区党委全面深化改革委员会办公室设在自治区党委政策研究室。自治区党委全面依法治区委员会办公室设在自治区司法厅。自治区党委财经委员会办公室设在自治区党委政策研究室。自治区党委外事工作委员会办公室设在自治区人民政府外事办公室。自治区军民融合发展委员会办公室设在自治区发展和改革委员会。自治区党委审计委员会办公室设在省审计厅。自治区党委教育工作领导小组办公室设在自治区教育厅。自治区党委农村工作领导小组办公室设在自治区农业农村厅。自治区党委网络安全和信息化委员会办公室挂自治区互联网信息办公室牌子。自治区党委台湾工作办公室挂自治区人民政府台湾事务办公室牌子。）

### 派出机关
- 中共新疆维吾尔自治区党委直属机关工作委员会
- 中国共产党乌鲁木齐市昌吉州委员会

（自治区党委教育工作委员会与自治区教育厅合署办公，不计入机构限额。）

### 直属事业单位
- 中共新疆维吾尔自治区党委党校
- 《新疆日报》社
- 新疆社会主义学院
- 中共新疆维吾尔自治区党委党史研究室
- 新疆维吾尔自治区档案馆

（自治区党委党校挂新疆行政学院牌子。新疆社会主义学院挂新疆中华文化学院牌子。自治区党委党史研究室挂自治区地方志办公室牌子。）

### 工作机关管理的机关
- 中共新疆维吾尔自治区党委保密委员会办公室，由自治区党委办公厅管理。
- 中共新疆维吾尔自治区党委机要局，由自治区党委办公厅管理。

（自治区党委保密委员会办公室挂自治区国家保密局牌子。自治区党委机要局挂自治区国家密码管理局牌子。）

## 历届组成人员
中共中央新疆分局书记
- 王震（1949—1950）

中共中央新疆分局第一书记
- 王震（1950—1952）
- 王恩茂（1952—1955）

中共新疆自治区党委初期（1955年9月—1956年）
- 第一书记：王恩茂
- 第二书记：徐立清
- 第三书记：赛福鼎·艾则孜
- 第一副书记：高锦纯
- 第二副书记：武开章
- 委员（共计22人）：王恩茂、徐立清、赛福鼎·艾则孜（维吾尔族）、高锦纯、武开章、包尔汉·沙赫德拉（维吾尔族）、赵守攻、吕剑人、辛兰亭、杨和亭

第一届自治区党委（1956年）
- 第一书记：王恩茂
- 书记：赛福鼎·艾则孜、武开章、吕剑人、曾涤、赛都拉·赛甫拉也夫
- 委员（共计35人，少数民族12名。含常务委员13人）
- 常务委员：王恩茂、赛福鼎·艾则孜（维吾尔族）、武开章、吕剑人、曾涤、赛都拉·赛甫拉也夫（维吾尔族）、包尔汉·沙赫德拉（维吾尔族）、辛兰亭、买买提明·伊敏诺夫（维吾尔族）、杨和亭、祁果、林渤民、艾斯海提·伊斯哈科夫（塔塔尔族）。
- 委员：李铨、杨克、张仲瀚、张世功、帕提汗·苏古尔巴也夫（哈萨克族）、张希钦、阿不都热合满·穆义提（维吾尔族）、任戈白、涂治、白成铭、左齐、安尼瓦尔·汗巴巴（乌孜别克族）、司马益·牙生诺夫（维吾尔族）、石子珍、禹占林（回族）、程悦长、舒慕同（锡伯族）、田仲、郭鹏、安尼瓦尔·贾库林（哈萨克族）、石金河、张凤岐
- 候补委员（共计13人，少数民族7名）：阿曼吐尔·巴衣扎克（柯尔克孜族）、刘奋生、富文、努尔莫合买提·沙的诺夫（维吾尔族）、王季龙、阿不列孜·木合买提（维吾尔族）、贾合达·巴巴里可夫（哈萨克族）、吴鉴群、李恽和、吕铭（女）、阿不力米提·哈吉也夫（维吾尔族）、达夏甫·明珠里约夫（蒙古族）、阿不都热依木·艾沙（维吾尔族）。

中共新疆维吾尔自治区委员会第一书记
- 王恩茂（1955—1966）

中共新疆维吾尔自治区革命委员会核心小组组长
- 龙书金（1970—1971）

中共新疆维吾尔自治区委员会第一书记
- 龙书金（1971—1972）
- 赛福鼎·艾则孜（代理，1972—1973）
- 赛福鼎·艾则孜（1973—1978）
- 汪锋（1978—1981）
- 王恩茂（1981—1985）

第八届以前历届中共新疆维吾尔自治区委员会书记
- 宋汉良（1985.10—1994.9）
- 王乐泉（1994.9.24—2010.4.24，1994.9—1995.9代理）
- 张春贤（2010.4.24—2016.8.29）
- 陈全国（2016.8.29—2021.12.25）

第八届自治区党委（2011年10月—2016年11月）
- 书记：张春贤（—2016年8月）、陈全国（2016年8月—）
- 副书记：努尔·白克力（维吾尔族，—2014年12月）、车俊（—2016年6月）、韩勇（—2016年1月）、雪克来提·扎克尔（维吾尔族，2014年12月—）、孙金龙（2016年2月—）、朱海仑（2016年3月—）、李鹏新（2016年9月—）
- 常务委员：张春贤（—2016年8月）、努尔·白克力（维吾尔族，—2014年12月）、车俊（—2016年6月）、韩勇（—2016年1月）、彭勇（—2013年11月）、黄卫（—2016年9月）、肖开提·依明（维吾尔族）、努尔兰·阿不都满金（哈萨克族，—2013年1月）、宋爱荣（女，—2015年4月）、朱海仑、白志杰（—2016年1月）、库热西·买合苏提（维吾尔族，—2014年3月）、尔肯江·吐拉洪（维吾尔族）、胡伟（—2013年6月）、熊选国（—2016年10月）、哈尼巴提·沙布开（哈萨克族，2013年1月—）、李学军（2013年6月—）、刘雷（2013年11月—2014年12月）、艾尔肯·吐尼亚孜（维吾尔族，2014年6月—）、雪克来提·扎克尔（维吾尔族，2014年12月—）、马学军（2015年4月—）、徐海荣（2015年4月—）、李伟（2015年7月—）、孙金龙（2016年2月—）、彭家瑞（2016年3月—）、陈全国（2016年8月—）、李鹏新（2016年9月—）

第九届自治区党委（2016年11月—2021年10月）
- 书记：陈全国 [5]
- 副书记：雪克来提·扎克尔（维吾尔族，—2021年9月）、孙金龙（—2020年4月）、朱海仑（—2019年1月）、李鹏新（—2021年2月后）、王君正（2020年4月—2021年10月）、张春林（2021年4月—）、李邑飞（2021年7月—）、艾尔肯·吐尼亚孜（维吾尔族，2021年9月—）、何忠友（2021年10月—）
- 常务委员：陈全国、雪克来提·扎克尔（维吾尔族，—2021年9月）、孙金龙（—2020年4月）、朱海仑（—2019年1月）、李鹏新（—2021年2月后）、肖开提·依明（维吾尔族，—2018年1月）、尔肯江·吐拉洪（维吾尔族，—2017年3月）、徐海荣（—2021年10月）、李学军（—2018年4月）、艾尔肯·吐尼亚孜（维吾尔族）、马学军（东乡族，—2018年7月）、彭家瑞（—2017年3月）、田文（女）、沙尔合提·阿汗（哈萨克族）、罗东川（2017年5月—2018年7月）、李伟（2018年1月—2020年12月）、张春林（2018年1月—）、杨　鑫（2018年8月—2021年5月）、纪峥（2018年9月—2019年12月）、王君正（2019年2月—2021年10月）、李邑飞（2020年5月—）、王明山（2020年9月—）、田湘利（2021年5月—）、陈伟俊（2021年5月—）、杨诚（2021年6月—）、张柱（2021年9月—）、何忠友（2021年10月—）、玉苏甫江·麦麦提（维吾尔族，2021年10月—）、伊力扎提·艾合买提江（维吾尔族，2021年10月—）

第十届自治区党委（2021年10月至今）
- 书记：陈全国（—2021年12月）、马兴瑞（2021年12月—2025年6月）、陈小江（2025年7月—）
- 副书记：艾尔肯·吐尼亚孜（维吾尔族）、李邑飞（—2024年6月）、张春林（—2023年11月）、何忠友、张柱（2023年12月—）、陈明国（2024年12月—）
- 常务委员：陈全国（—2021年12月）、艾尔肯·吐尼亚孜（维吾尔族）、李邑飞（—2024年6月）、张春林（—2023年11月）、何忠友、杨诚、张柱、田湘利、陈伟俊、王明山（—2024年2月）、祖木热提·吾布力（女，维吾尔族，—2023年1月）、杨发森（—2023年5月）、玉苏甫江·麦麦提（维吾尔族）、伊力扎提·艾合买提江（维吾尔族）、哈丹·卡宾（哈萨克族）、马兴瑞（2021年12月—）、王建新（2022年12月—）、陈明国（2024年2月—）、王琳（2024年5月—）、陈小江（2025年7月—）